# Carl Mitcham

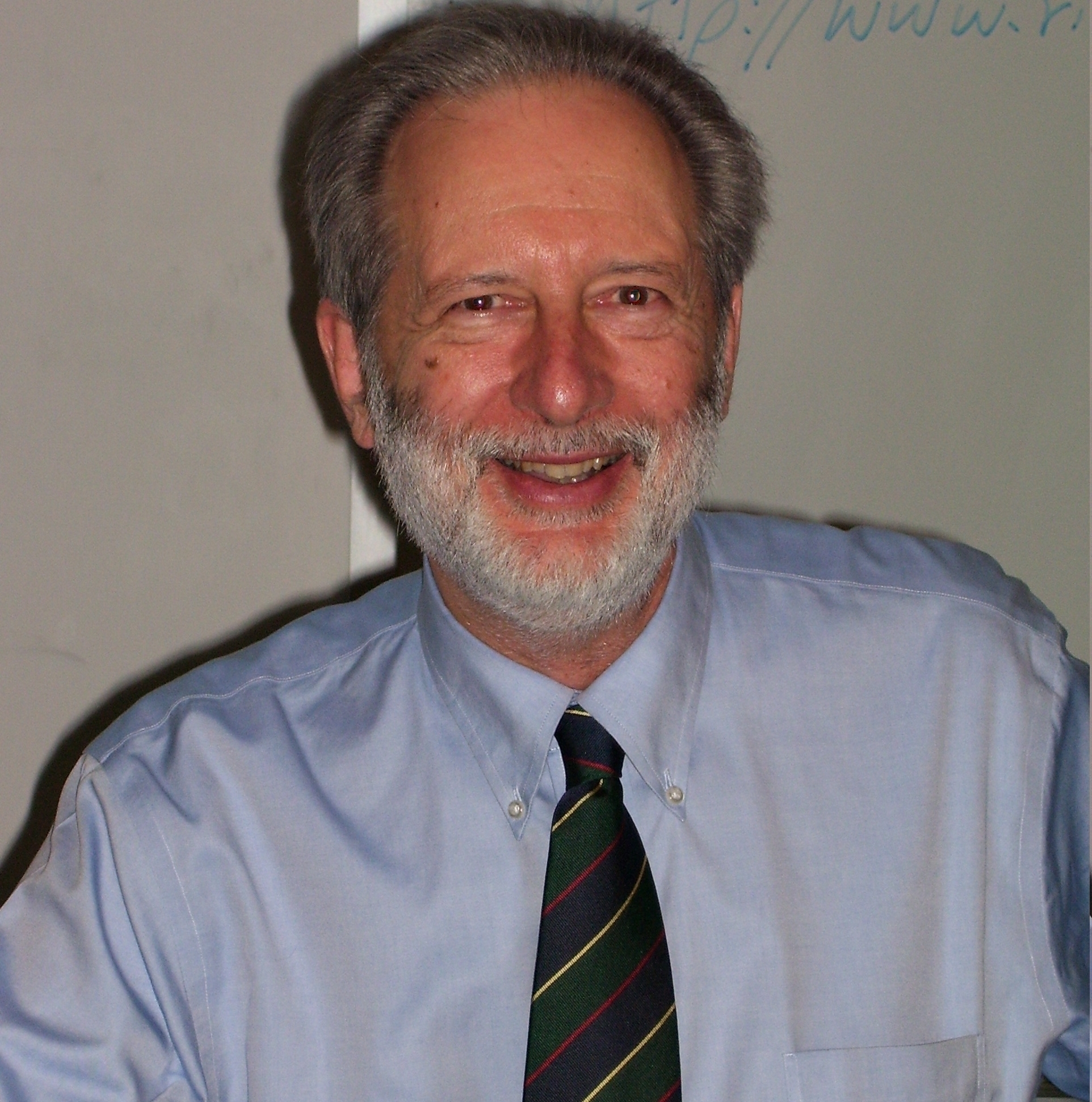
Carl Mitcham

Carl Mitcham (* 20. September 1941) ist ein Technikphilosoph und Hochschullehrer.

## Wirken
Mitcham lehrte nach seinem Studium an der University of Colorado (BA, MA) und einer Dissertation an der Fordham University (PhD) zunächst am Berea College (Kentucky), St. Catharine College (Kentucky), der Brooklyn Polytechnic University und der Pennsylvania State University, bevor er Professor an der Colorado School of Mines wurde, wo er bis zu seiner Pensionierung 2015 tätig war.
Mitchams disziplinärer Hintergrund liegt in der Philosophie, mit Schwerpunkt auf der Philosophie und Ethik von Wissenschaft und Technik. Er setzte sich in seinen Publikationen auch dafür ein, philosophische Ansätze in das Feld der Studien zu Wissenschaft, Technologie und Gesellschaft (STS) einzubringen. Jüngere Arbeiten haben einen Schwerpunkt auf Wissenschaftspolitik und Philosophie der Technik.
Im November 2006 wurde er mit dem Ethikpreis des World Technology Networks WTN ausgezeichnet.

## Werke

### Bücher (als Autor)
- Technology and Religion. ISBN 0-313-33170-7.
- Thinking Through Technology: The Path between Engineering and Philosophy. 1994, ISBN 0-226-53198-8.
- Social and Philosophical Construction of Technology.
- mit R Shannon Duval: Engineering Ethics. 1999, ISBN 0-8053-6436-6.
- mit Juan Bautista Bengoetxea: Ética e ingeniería. 2010, ISBN 978-84-8448-538-4.
- Steps toward a Philosophy of Engineering. Historico-Philosophical and Critical Essays. 2019, ISBN 978-1-78661-127-7.

### Bücher (als Herausgeber oder Mitherausgeber)
- Philosophy and Technology. 1972.
- Theology and Technology: Essays in Christian Analysis and Exegesis. 1984, ISBN 0-8191-3809-6.
- Visions of STS: Contextualizing Science, Technology, and Society Studies. 2001, ISBN 0-7914-4845-2.
- The Challenges of Ivan Illich: A Collective Reflection. 2002.
- Encyclopedia of Science, Technology, and Ethics. 2005, ISBN 0-02-865831-0.